# Kleine Kapelle Pirk
Die denkmalgeschützte römisch-katholische Kleine Kapelle Pirk befindet sich rechts am Straßenrand bei der Ortsausfahrt nach Schirmitz der Oberpfälzer Gemeinde Pirk. 
Die Kapelle stammt aus der ersten Hälfte des 19. Jahrhunderts. In den 1940er Jahren renovierte Felix Neiser die bereits teilweise verfallene Kapelle als Dank für die Genesung seiner Frau. 1980/81 wurde die Kapelle von der Gemeinde Pirk renoviert. Heute wird dort bei Flurprozessionen ein Altar aufgebaut. 
Die Kapelle ist ein 2,9 m langer, 2,25 m breiter und 4 m hoher Satteldachbau. In den Längsseiten befindet sich jeweils ein 30 cm breites und 60 cm hohes Bogenfenster. Im Dachgiebel ist eine leere Nische für eine Heiligenfigur. Auf der Giebelseite besitzt die Kapelle eine Pilasterrahmung. 
Im Kircheninneren kommt nach vier Steinstufen ein Gitter, hinter dem ein 1,5 m hohes Holzkreuz mit einer Christusfigur steht (19. Jahrhundert), ebenfalls ist eine ca. 1 m hohe Madonna mit dem Rosenkranz zu sehen.